# Achille Falcone
Achille Falcone fue un compositor renacentista italiano del siglo XVI de música vocal e instrumental.
Nació en Cosenza, hijo de Antonio Falcone, fue maestro de capilla en Caltagirone, Sicilia, y fue conocido sobre todo por la composición de madrigales. 
No se tienen muchas noticias biográficas sobre la vida de Falcone. Se ignora dónde estudió, pero sí se sabe que fue admitido muy joven en la prestigiosa Accademia Cosentina y que fue maestro de capilla en Caltagirone, Sicilia. No han quedado muchos ejemplos de su composición. Se tienen noticias de una misa a cinco coros, lo cual testimonia el dominio de la técnica policoral. 
Falcone es sobre todo conocido por haber sido retado a un duelo musical por el compositor español Sebastián Raval, maestro de capilla en Palermo, duelo que fue ganado por Raval en primera instancia pero que, tras una apelación al tribunal, éste otorgó la victoria a Falcone. Después de la prematura muerte de Achille Falcone en 1600, Antonio Falcone, padre de Achille, con el objeto de lavar el honor profesional de su hijo, publicó todos los pormenores del proceso musical en su «relazione del succeso», incluyendo en esta publicación la impresión de todas las partituras que habían sido objeto del juicio, en el que se incluían obras de polifonía religiosa: cánones y motetes, así como madrigales, y ricercares. Esta edición de las obras de Falcone y Raval está disponible hoy día en edición contemporánea. 

## Obras
- Madrigali, mottetti e ricercari: madrigali a cinque voci. ed. Massimo Privitera, Giovanni Doro - 2000.
- «Achile Falcone-Madrigali, Mottetti e Ricercari» (Includes pieces of Raval). Leo S. Olschki Editore. (Firenze, 2000).